# Defiant Imagination
Defiant Imagination è il secondo album della band technical melodic death metal canadese Quo Vadis pubblicato nel 2004 dalla Skyscraper Music.

## Tracce
1. Silence Calls The Storm – 5:03
2. In Contempt – 3:36
3. Break the Cycle – 6:05
4. Tunnel Effect (Element of the Ensemble IV) – 5:39
5. To the Bitter End – 6:59
6. In Articulo Mortis – 1:07
7. Fate's Descent – 4:36
8. Dead Man's Diary – 5:26
9. Ego intuo et servo te – 0:51

## Formazione
- Stéphane Paré - voce
- Bart Frydrychowicz - chitarra, voce
- Yanic Bercier - batteria, voce

### Ospiti
- Steve DiGiorgio - basso
- William Seghers - chitarra
- Roxanne Constantin - tastiere, soprano, alto
- Elizabeth Giroux - violoncello